# Antoniotto II Adorno
Antoniotto II Adorno (Gènova, 1479 - Milà, 12 de setembre de 1528) fou un home d'estat i patrici genovès, quart comte de Rende i San Felice el 1502, quart baró de Montalto i Guardia degli Oltremontani del 1502 al 1510, senyor de Silvano d'Orba i Castelletto d'Orba el 1502, senyor de Sale del 1502 al 1527, senyor de Rossiglione i Ovada del 1502 al 1527, consenyor (1518) i senyor (1523) de Pietra, Prato, Montessoro, Borgo Fornari, Pallavicino i Borgo. Fou dux de Gènova del 2 de juny de 1522 al 19 d'agost de 1527.